# Steve Reeves

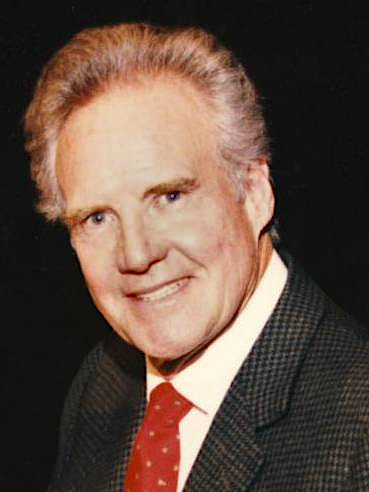
Steve Reeves (1990)

Steve Reeves (* 21. Januar 1926 in Glasgow, Montana; † 1. Mai 2000 in Escondido, Kalifornien) war ein US-amerikanischer Filmschauspieler und Bodybuilder.

## Biografie
Steve Reeves wurde als Sohn eines Farmerehepaares auf einer Farm in Montana geboren, sein Vater starb kurz darauf infolge eines Unfalls. Im Alter von sechs Monaten wurde Reeves mit dem Titel „Gesündestes Baby von Valley County“ ausgezeichnet.
Als Reeves ein Jahr alt war, zog seine Mutter, von Beruf Ernährungswissenschaftlerin, mit ihm nach Kalifornien. Im Laufe seines Lebens wurde er von einem Auto angefahren, von einem Pferd getreten, überlebte schlafend ein Erdbeben und später eine Malaria-Infektion.
Nach dem Besuch der Schule diente Reeves als Soldat im Zweiten Weltkrieg. Er wurde auf den Philippinen eingesetzt, wo er die Aufgabe hatte, Lastwagen und Panzer mit Munition zu versehen. Nach einer Malariaerkrankung wurde er im Stab von General Douglas MacArthur bei der Besetzung Japans eingesetzt.
Bereits im Krieg begann Reeves seinen Körper zu trainieren und nahm nach seiner Rückkehr in die USA an einer Bodybuilding-Veranstaltung teil. 1946 erhielt er mit dem Titel Mr. Pacific Coast seine erste Auszeichnung, die er 1947 erfolgreich verteidigte. Ebenfalls 1947 wurde Reeves zum Mr. America und zum Mr. Western America gekürt. Ein Jahr später folgte der Titel des Mr. World und der Sieg in der Klasse über 1,82 m Körpergröße beim NABBA-Mr. Universe. Während Reeves dabei im Stechen um den Gesamtsieg seinem Landsmann John Grimek noch unterlag, triumphierte er zwei Jahre später über die übrigen Klassensieger und kürte sich so zum Mr. Universum. Mit dem Gewinn des zu diesem Zeitpunkt prestigeträchtigsten Titel im weltweiten Bodybuilding beendete Reeves seine sportliche Karriere.
Ende der Vierziger zog Reeves nach New York City und begann, Schauspiel zu studieren. 1953 erfolgte – nachdem ihm eine Hauptrolle in Cecil B. DeMilles Samson und Delilah noch wegen vermeintlichen Gewichts-Problemen entgangen war – sein unbeachtetes Leinwand-Debüt als Mitglied der US-Olympiamannschaft im Howard-Hawks-Klassiker Blondinen bevorzugt. Reeves, der insgesamt in 20 Spielfilmen mitwirkte, wurde vor allem durch seine Darstellung des Herkules bekannt, obgleich er diese Rolle nur in drei Filmen spielte. Speziell italienische Sandalenfilme sind es, mit denen man Reeves assoziiert. Eine weitere bekannte Rolle war die Titelrolle in dem Kinofilm Sandokan (Sandokan, la Tigre di Mompracem, Italien 1963, Regie Umberto Lenzi). Für den Film Ich bin ein entflohener Kettensträfling, seinen einzigen Western, schrieb er auch am Drehbuch mit.
Am 31. Januar 1955 heiratete Reeves zum ersten Mal. Doch seine Ehe mit Sandra Smith wurde bereits nach 19 Monaten geschieden. Acht Jahre später, am 24. Juni 1963, heiratete Reeves die gebürtige Polin Aline Czartjawicz. Sie verstarb 26 Jahre später, am 24. Juli 1989, nach einem Schlaganfall. Beide Ehen blieben kinderlos.
Die Spätfolgen einer Schulterverletzung, die er sich 1959 bei den Dreharbeiten zu Die letzten Tage von Pompeji zugezogen hatte (sein Streitwagen fuhr in einen Baum), zwangen Reeves Ende der 1960er Jahre, die Schauspielerei aufzugeben. Er widmete sich in den letzten drei Jahrzehnten seines Lebens der Aufgabe, für ein drogen- und steroidfreies Bodybuilding einzutreten. Er schrieb Fitnessbücher und vermarktete das von ihm entwickelte System Power-Walking.
Die Academy of Science Fiction, Fantasy & Horror Films ehrte ihn 1994 mit dem Life Career Award.
Mitte März 2000 wurde bei Reeves ein Lymphom diagnostiziert, an dem er sechs Wochen später, im Alter von 74 Jahren, starb.

## Filmografie
- 1953: Blondinen bevorzugt (Gentlemen Prefer Blondes)
- 1954: Jail Bait
- 1954: Athena
- 1957: Die unglaublichen Abenteuer des Herkules (Le fatiche di Ercole)
- 1958: Herkules und die Königin der Amazonen (Ercole e la regina di Lidia)
- 1959: Die letzten Tage von Pompeji (Gli ultimi giorni di Pompei)
- 1959: Herkules, der Schrecken der Hunnen (Il terrore dei barbari)
- 1959: Die Schlacht von Marathon (La battaglia di Maratona)
- 1959: Hadschi Murad – Unter der Knute des Zaren (Agi Murad il diavolo bianco)
- 1961: Romulus und Remus (Romolo e Remo)
- 1961: König der Seeräuber (Morgan il pirata)
- 1961: Der Kampf um Troja (La guerra di Troia)
- 1961: Der Gauner von Bagdad (Il ladro di Bagdad)
- 1962: Il giorno più corto
- 1962: Äneas – Held von Troja (La leggenda di Enea)
- 1963: Der Sohn des Spartakus (Il figlio di Spartacus)
- 1963: Sandokan (Sandokan, la tigre di Mompracem)
- 1964: Die schwarzen Piraten von Malaysia (I pirati della Malesia)
- 1968: Ich bin ein entflohener Kettensträfling (Vivo per la tua morte)
- 2000: Kino kolossal – Herkules, Maciste & Co. (Dokumentarfilm)